# Afrixalus vittiger
Afrixalus vittiger е вид земноводно от семейство Hyperoliidae. Видът е незастрашен от изчезване.

## Разпространение
Разпространен е в Бенин, Буркина Фасо, Гамбия, Гана, Гвинея, Гвинея-Бисау, Кот д'Ивоар, Либерия, Мали, Нигерия, Сиера Леоне и Того.